# .ec
.ec è il dominio di primo livello nazionale assegnato all'Ecuador.